# NUTS:IE

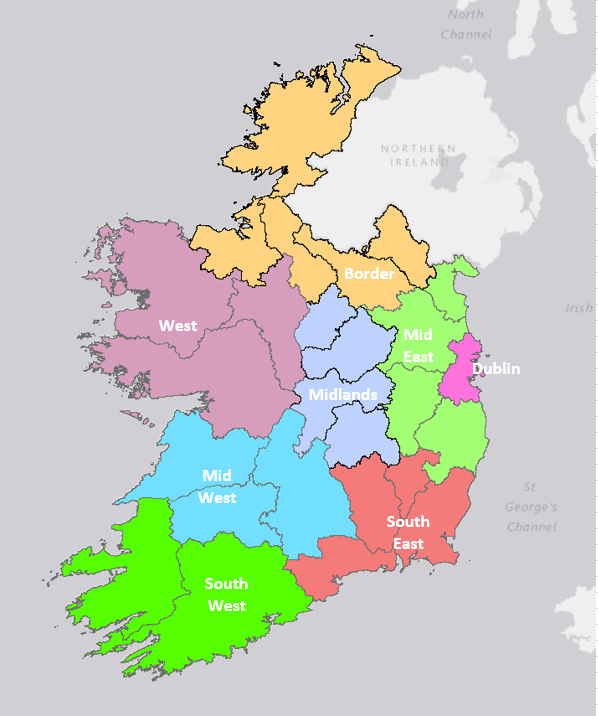
NUTS-3-Regionen in Irland

Als NUTS:IE oder NUTS-Regionen in Irland bezeichnet man die territoriale Gliederung Irlands  gemäß der europäischen Systematik der Gebietseinheiten für die Statistik (NUTS).

## Grundlagen
In Irland werden die drei NUTS- und zwei LAU-Ebenen wie folgt belegt:
- NUTS 1: Irland
- NUTS 2: 3 Regions ‚Regionsversammlungen‘
- NUTS 3: 8 Regional Authority Regions ‚Regionalverwaltungsregionen‘

Bis 2017:
- LAU-1: 34 Counties, Cities ‚Grafschaften und Städte‘
- LAU-2: 3441 Electoral Districts ‚Wahlbezirke‘

Seit 2017:
- LAU: 166 Local electoral area ‚Wahlbezirke‘

Die Regionalverwaltungsregionen wurden mit dem Local Government Act 1991 geschaffen und 1999 verfassungsmäßig mit Regional Authorities als Lokalbehörden ausgestattet. Die Regionen der Statistikregionen treten in Assemblies zusammen. Nachdem in Irland 2014 eine Reform der Verwaltungsstrukturen durchgeführt worden war, wurde 2016 eine Anpassung der NUTS-Regionen beschlossen, die 2018 in Kraft trat.

## Liste der NUTS-Regionen in Irland
| NUTS 1 | NUTS 1  | NUTS 2 | NUTS 2               | NUTS 3 | NUTS 3     | Grafschaften, Städte                                       |
| ------ | ------- | ------ | -------------------- | ------ | ---------- | ---------------------------------------------------------- |
| IE0    | Ireland | IE04   | Northern and Western | IE041  | Border     | Cavan, Donegal, Leitrim, Monaghan, Sligo                   |
| IE0    | Ireland | IE04   | Northern and Western | IE042  | West       | Stadt Galway, Galway, Mayo, Roscommon                      |
| IE0    | Ireland | IE05   | Southern             | IE051  | Mid-West   | Clare, Stadt Limerick, Limerick, Tipperary                 |
| IE0    | Ireland | IE05   | Southern             | IE052  | South-East | Carlow, Kilkenny, Stadt Waterford, Waterford, Wexford      |
| IE0    | Ireland | IE05   | Southern             | IE053  | South-West | Stadt Cork, Cork, Kerry                                    |
| IE0    | Ireland | IE05   | Eastern and Midland  | IE061  | Dublin     | Stadt Dublin, Dún Laoghaire-Rathdown, Fingal, South Dublin |
| IE0    | Ireland | IE05   | Eastern and Midland  | IE062  | Mid-East   | Kildare, Louth, Meath, Wicklow                             |
| IE0    | Ireland | IE05   | Eastern and Midland  | IE063  | Midland    | Laois, Longford, Offaly, Westmeath                         |

### Bis 2018

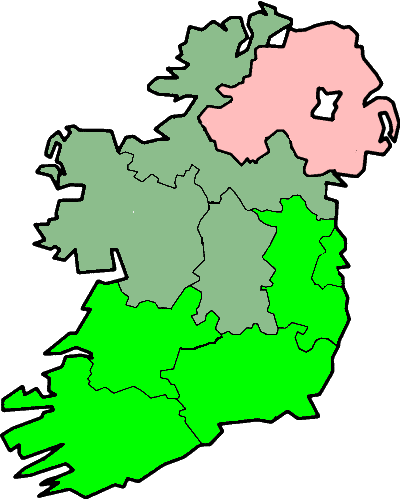
NUTS-3-Regionen in Irland bis 2018

| NUTS 1 | NUTS 1  | NUTS 2 | NUTS 2                      | NUTS 3 | NUTS 3     | Grafschaften, Städte                                                   |
| ------ | ------- | ------ | --------------------------- | ------ | ---------- | ---------------------------------------------------------------------- |
| IE0    | Ireland | IE01   | Border, Midland and Western | IE041  | Border     | Cavan, Donegal, Leitrim, Louth, Monaghan, Sligo                        |
| IE0    | Ireland | IE01   | Border, Midland and Western | IE063  | Midland    | Laois, Longford, Offaly, Westmeath                                     |
| IE0    | Ireland | IE01   | Border, Midland and Western | IE042  | Western    | Stadt Galway, Galway, Mayo, Roscommon                                  |
| IE0    | Ireland | IE02   | Southern and Eastern        | IE061  | Dublin     | Stadt Dublin, Dun Laoghaire-Rathdown, Fingal, South Dublin             |
| IE0    | Ireland | IE02   | Southern and Eastern        | IE062  | Mid-East   | Kildare, Meath, Wicklow                                                |
| IE0    | Ireland | IE02   | Southern and Eastern        | IE051  | Mid-West   | Clare, Stadt Limerick, Limerick, North Tipperary                       |
| IE0    | Ireland | IE02   | Southern and Eastern        | IE052  | South-East | Carlow, Kilkenny, South Tipperary, Stadt Waterford, Waterford, Wexford |
| IE0    | Ireland | IE02   | Southern and Eastern        | IE053  | South-West | Stadt Cork, Cork, Kerry                                                |